# Taverna (cognome)
Taverna è un cognome di lingua italiana.

## Varianti
Taverni, Tavernier, Tavernini, Taverno.

## Origine e diffusione
Cognome panitaliano, ha ceppi in Lombardia, Piemonte, Calabria, Sicilia, nel Genovese, Parmense e Udinese.
Potrebbe essere legato al vocabolo taverna, con riferimento all'assidua frequentazione o al lavoro all'interno di una taverna del capostipite, oppure da un toponimo contenente la parola.
In Italia conta circa 1147 presenze.
La variante Taverni è tipicamente toscana, di Firenze e Pontassieve; Tavernini compare nell'Alto Bresciano e nel Trentino; Taverno è praticamente unico.

## Persone
- Archimede Taverna (1896-1969) – politico e imprenditore italiano
- Carlo Taverna (1817-1871) – politico italiano
- Cristoforo Taverna (...–XV secolo) – banchiere italiano